# Axel Danielson
Axel Teodor Danielson, född 23 mars 1867 i Älghults församling, Kronobergs län, död 21 juni 1949 i Visby församling, Gotlands län, var en svensk direktör och tidningsman.

## Biografi
Danielson var son till Adolf Danielson och Emelie, född Löfgren. Han var sättarelärling i Visby 1880–1881 och 1884–1886 samt i Stockholm 1881–1884. Danielson var typograf och reporter på en svensk tidning i USA 1887–1892 och var kontorist på Gotlands Allehandas kontor 1892–1893. Danielson tog mognadsexamen 1895 och var med.fil.-student samma år.
Han var student vid Uppsala universitet 1896–1898 och redaktör och utgivare av Veckoblad för populär vetenskap från oktober 1897 till januari 1898. Danielson var medarbetare i Stockholms-Tidningen mellan april 1898 och mars 1899 och i Gotlands Allehanda från mars 1899. Han var verkställande direktör för Gotlands Allehanda Tryckeri AB 1899-1937 samt redaktör och ansvarig utgivare 1917-1937. Danielson var också redaktör och utgivare av Tutti Frutti, Småhistorier vid aftonlampan mellan september 1902 och juni 1904. Han var ledamot av stadsfullmäktige 1905-1935, var ordförande i styrelsen för stadsbiblioteket, i föreläsningsföreningen, arbetarföreningen och hantverksföreningen samt var vice ordförande i barnkrubban.
Danielson gifte sig 1908 med Hanna Lovisa Svensson (1883–1970). Han var far till Axel Torbjörn (1908–1944). Danielson avled 1949 och gravsattes på Östra kyrkogården i Visby.

## Utmärkelser
- Riddare av Vasaorden (RVO)[2]